# 小行星7593
小行星7593（英語：7593）是一颗围绕太阳公转的小行星。1992年11月21日，埃莉諾·赫琳在帕洛马山发现了此天体。
这颗小行星的绝对星等为79.45764等。